# John Coyle
John Cohen Coyle (ur. 28 września 1932, zm. 14 maja 2016) – szkocki piłkarz występujący na pozycji napastnika.

## Kariera klubowa
Jako junior Coyle grał w zespole Dundee St. Joseph’s, zaś jako senior był zawodnikiem klubów Dundee United, Brechin City, Clyde oraz Cambridge City. W 1958 roku wraz z Clyde zdobył Puchar Szkocji.

## Kariera reprezentacyjna
W 1958 roku Coyle został powołany do reprezentacji Szkocji na mistrzostwa świata. Nie zagrał jednak na nich w żadnym spotkaniu, a Szkocja zakończyła turniej na fazie grupowej.